# Harold Rose
Harold Bernard Rose (Reading, 27 maart 1900 – Reading, mei 1990) was een Engels voetballer en voetbaltrainer.
Rose kwam in de Football League uit voor Reading FC en Bristol Rovers FC. Hij sloot in 1925 zijn actieve loopbaan af bij Mid Rhondda FC uit Tonypandy in Wales.
Van september 1925 tot december 1926 was Rose trainer van het Nederlandse AFC Ajax. Hij werd bij deze club opgevolgd door zijn landgenoot Sid Castle.